# خانواده فورد

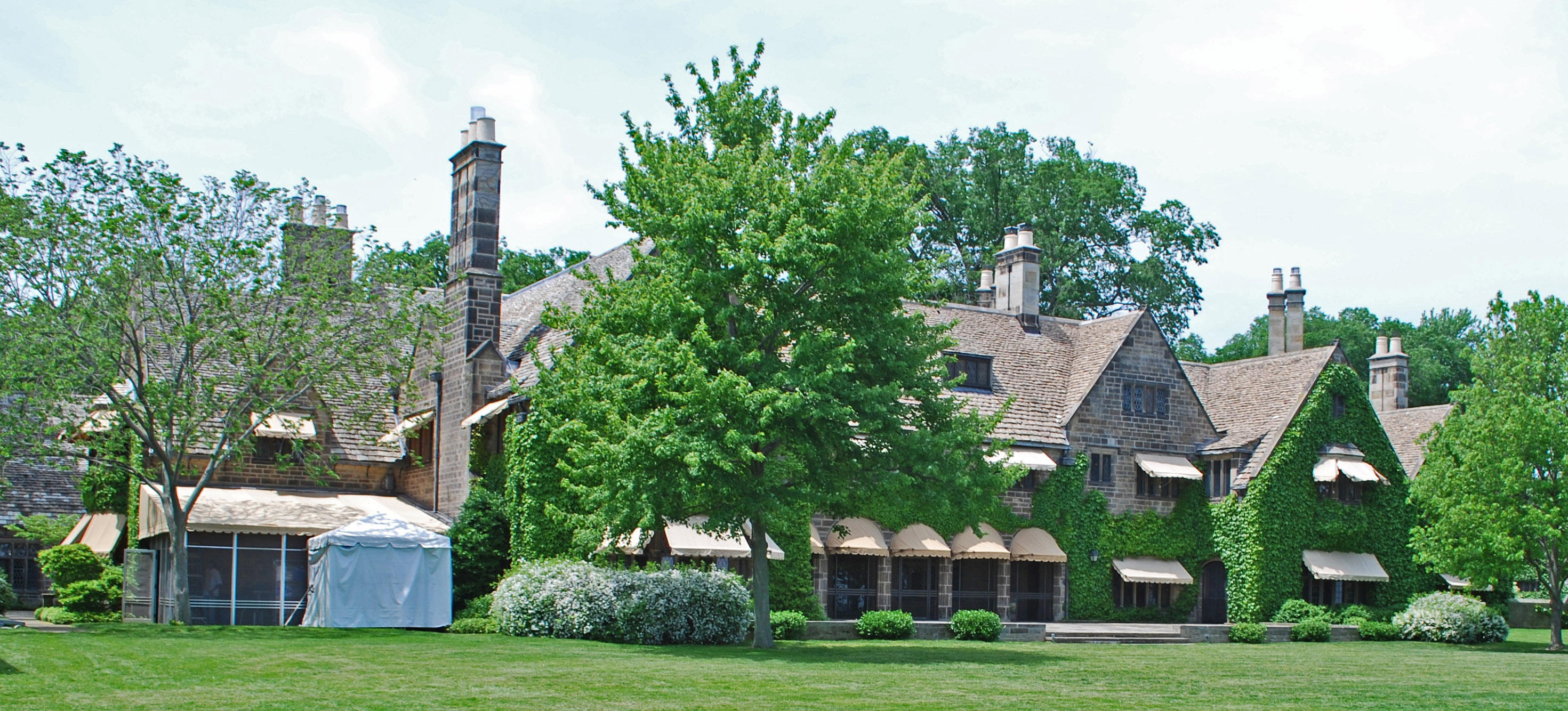
خانه ادسل و النار فورد، در دیترویت، میشیگان

خانواده فورد، (به انگلیسی: Ford family) خانواده برجسته آمریکایی با پیشینه‌ای صنعتی است، که مشهورترین عضو آن هنری فورد می‌باشد. وی که شرکت خودروسازی فورد را، در سال ۱۹۰۳ تأسیس نمود، مخترع خط تولید صنعتی نیز می‌باشد.
اعضای خانواده فورد هم‌اکنون مالکیت ۲٪ درصد از سهام شرکت خودروسازی فورد را در اختیار دارند. بر پایه ارزش بازار سرمایه این شرکت، که در سال ۲۰۱۸ معادل ۲۵۲ میلیارد دلار اعلام شده‌است، ارزش اسمی دارایی این خانواده، در شرکت فورد، برابر ۵ میلیارد دلار برآورد می‌شود.
از اعضای شناخته شده خانواده فورد، که همگی در صنعت خودروسازی فعالیت کرده یا می‌کنند، می‌توان به افراد زیر اشاره کرد: 
- هنری فورد: مؤسس شرکت‌های فورد و هنری فورد کمپانی.
- ادسل فورد: بنیانگذار شرکت ادسل (پسر هنری فورد)
- هنری فورد دوم: فرزند ادسل فورد، مدیر عامل اجرایی شرکت فورد در فاصله سال‌های ۱۹۴۵ تا ۱۹۶۰ و رییس هیئت مدیره فورد از ۱۹۶۰ تا ۱۹۷۹.
- ویلیام کلی فورد، جونیور.: رییس هیئت مدیره فعلی شرکت فورد و از نوادگان هنری فورد.